# Jan Baranowski (sędzia grodzki)
Jan Baranowski herbu Ostoja (zm. po 1641) – posesor miasta Łabiszyna z przyległościami, pisarz grodzki bydgoski i inowrocławski, sędzia grodzki bydgoski, pełnomocnik Jerzego Ossolińskiego, podkanclerzego koronnego.

## Życiorys
Jan z Jerzykowa Baranowski należał do rodu Ostojów. Pochodził z rodziny wywodzącej się z Jerzykowa koło Pobiedzisk. Nazwisko Baranowski, przedstawiciele tej rodziny, utworzyli od Branowa (obecnie w gminie Mosina). Był synem Stanisława Baranowsiego, dziedzica części Stanomina i Zofii z Gnińskich. Jego pradziadkiem był Wojciech Jerzykowski, pierwszy z Jerzykowskich, który zaczął używać nazwisko Baranowski, dziedzic dóbr ziemskich w Kozarzewie, Gorazdowie, Borkowie i Psarskich.. Jan Baranowski ożenił się z Katarzyną Ślesińską, córką Tomasza, której w roku 1632 oprawił posag 3000 zł. Miał z nią troje dzieci - Mariannę, Stanisława i Franciszka. Ten ostatni według Bonieckiego osiadł w ziemi czerskiej i tam zostawił liczne potomstwo. 
Jan z Jerzykowa Baranowski w roku 1624 zapisał dług 160 zł Stanislawowi Mężeńskiemu, pisarzowi grodzkiemu kaliskiemu. Dwa lata później pełnił rolę plenipotenta Anny z Glińskich wdowy po Marcinie Racięckim. W podobnej roli występował w roku 1629, kiedy został ustanowiony pełnomocnikiem Zofii z Krzyszkowa, wdowy po Janie Słupskim. W roku 1637 pełnił rolę pełnomocnika Jana Wioteskiego. 
Jan Baranowski był pisarzem grodzkim bydgoskim i inowrocławskim a następnie sędzią grodzkim bydgoskim. W roku 1635 dzierżawił miasto Łabiszyn z przyległościami od Jana Opalińskiego, wojewody poznańskiego. Wówczas występował jako pisarz grodzki inowrocławski. W lipcu 1639 roku, tym razem jako pisarz grodzki bydgoski, został ustanowiony plenipotentem Jerzego Ossolińskiego, podkanclerzego koronnego, do sprawy odzyskania 24 ton saletry składowanej w Toruniu, oraz uznania królewskiego przywileju na saletrę wywożoną z Królestwa przez Żydów lubelskich. W maju roku następnego Ossoliński zeznał w kancelarii mniejszej koronnej, że przepisał na rzecz Jana Baranowskiego sumę 2000 zł, jaka pierwotnie była zapisana przez Jakuba Śmigoleckiego, starostę nakielskiego, Mikołajowi z Żurowa Daniłowiczowi i następnie przeniesiona przez Daniłowicza na osobę Ossolińskiego. W roku 1641 Baranowski sprawował urząd sędziego grodzkiego bydgoskiego. W październiku tego roku pełnił ponownie funkcję pełnomocnika Jerzego Ossolińskiego.
Stryjem Jana z Jerzykowa Baranowskiego był Marcin Baranowski, pisarz ziemski inowrocławski.